# Ursviken
Ursviken är en tätort i Skellefteå Sankt Örjans distrikt i Skellefteå kommun och samtidigt en stadsdel i Skellefteå. 

## Samhället
Ursviken består av de tidigare byarna Inre Ursviken, Yttre Ursviken, Furunäs och Klemensnäs som vuxit samman. I Ursviken återfinns service så som matvarubutik, pizzeria, gym, återvinningscentral, och hälsocentral.

### Bostäder
Ursviken var från början ett lantbrukssamhälle som bestod av flera hopväxta byar. Under 1900-talets första halva karaktäriserades bebyggelsen fortfarande av jordbrukskaraktär.
Under 1900-talets senare hälft ledde bättre kommunikationer och bilägande till att Ursviken förtätades, i huvudsak med villaområden. Det finns få arbetsplatser på orten och den mesta bebyggelsen består av just villor och radhus.
Den omtalade villan "Disponenten" där en gång disponenten för företaget Scharins bodde, såldes 2019 till företaget Northvolt. Den används idag som kontor. Trots att marken har byggförbud och att villan och intilliggande byggnader klassas som historiskt värdefulla så fick Northvolt bygglov för bastu på tomten 2021. Villan byggdes 1929 och har åtta rum fördelat på 365 kvm. Tomten är på 11 000 kvm och har utsikt över Haratjärnen.

### Skolor
På orten finns tre grundskolor.
- Ursviksskolan undervisar cirka 400 elever i årskurserna F–9. Den ligger i centrala Ursviken och är kommunal.[13]
- Yttre Ursviksskolan har undervisning för cirka 125 elever i årskurserna F-5. Den ligger nära skog och natur och är kommunal.[14]
- Bruksskolan har undervisning för c:a 50 elever i årskurserna F–5.[15] Belägen bredvid Scharinsområdet[16] ägs friskolan av Pingströrelsen genom föreningen Växa.[15]

### Kyrkor
I Ursviken finns flera församlingar med olika trosinriktningar. Dessa är:
- Svenska kyrkan St Örjans Församling. Denna har ekumenisk samverkan med Brukskyrkan och Frälsningsarmén.
- EFS Missionsförsamling i Ursviken. Vilka har samverkansavtal med Svenska kyrkan i St Örjans församling.
- Pingstkyrkan, går under namnet Brukskyrkan.
- St Andreas som hör till evangelisk-lutherska bekännelsekyrkan.

## Idrott

### Clemensnäs IF
Clemensnäs IF skapades 1925 och samlade flera föreningars verksamhet under samma tak. De första åren bedrevs både skidlöpning, bandy och fotboll. Bordtennis, tennis och handboll har också spelats men både de och skidlöpningen har lagts ner. Fotboll började spelas 1927 och blev snabbt mycket populärt. Ishockey startades år 1942. Idag är föreningen självförsörjande på spelare. 
Föreningen är mest känd för sin hockeyverksamhet, idag Clemensnäs HC. År 2021 lämnade föreningen en ansökan till XL-hjälpen om att få hjälp att bygga en skottramp. Det hela resulterade i att föreningen tillsammans med XL-hjälpen och Skellefteå kommun byggde en multiarena.

### Skellefteå kanotklubb
Skellefteå kanotklubb bedriver kanotförening på Kanotudden i Ursviken. Även dagsuthyrning och sommarcafé.

### Skellefteå motorsällskap
Skellefteå motorsällskap (SMS) håller till på karting-banan i Furunäs. Här finns även hyr-kartar för den intresserade. SMS har anor från 1922 och har bland annat karting, bilsport, radiostyrda bilar och dragracing.

## Historia
Under 1800-talet etablerades i Ursviken ett järnbruk, flera sågverk och andra industrier. Industrialiseringen medförde intensifierad sjöfart och att varvsnäringen blomstrade. Under 1800-talets andra hälft fanns här till exempel Skellefteå Ångsåg AB som startade sin verksamhet på Klemensnäs 1866 och Alderholmens varv. De gjorde större segelfartyg så som Concordia, Sävenäs och Antoinette. Dessa seglade exempelvis från Ursviken till Australien.
Skellefteå har länge varit en viktig hamnstad. Från början gick fartygen hela vägen in i Skellefteå men runt sekelskiftet gjorde landhöjningen att hamnen flyttades till Ursviken. Både samhället och populationen präglades av sjöfarten. Många lotsar och sjömän flyttade till området och lät bygga mindre gårdsanläggningar. Ursviken var stadsfäst hamn för Skellefteå stad 1856-1913. Det gjorde att Ursviken blev centrum för nedre Skelleftedalen.
År 1885 grundades företaget Ursviken Mekaniska AB. Då med fokus på skogs- och sågindustrin. Företaget har sen dess utvecklats men har kvar sitt huvudsäte i Ursviken samt kontor i USA. I samband med att Skellefteå Ångsåg AB lades ner så startade, i början av 1910-talet, bygget av ett av Norrlands största företag, pappermassefabriken AB Scharins söner. Ungefär samtidigt, 1912, anlades Skelleftebanan och Ursviken fick en järnvägsstation för både person- och godstrafik. År 1984 försvann passagerartrafiken och 1991 räknas Ursviken inte längre som en station. Den är en linjeplats i stället.
AB Scharins Söner gick i konkurs i början av 1980-talet, men verksamheten köptes upp och arbetet fortskred fram till 1992. I samma veva upphörde även hållplatsen på järnvägen, 1984 för persontrafik och 1991 för godstrafik.
Mellan 2001 och 2018 pågick det så kallade Scharinsprojektet. Skellefteå kommun åtog sig att sanera markområdet kring där fabriken legat till en total kostnad om 120 miljoner kr. Merparten av kostnaden betalades av Naturvårdsverket. Bland annat fraktades 70 000 ton förorenad jord bort som innehöll 130 g dioxin, 7000 kg olja, 14 000 kg arsenik samt 300 000 kg andra metaller. Därefter fraktades 170 000 ton jord dit. Det har gått att mäta en tydlig förbättring i älvens vatten. Före projektet kunde ett tydligt påslag av dioxiner mätas i älvsvattnet när det passerade området. Efter att saneringarna genomförts har det inte kunnat mätas något påslag alls i älvens vatten. Tom Clancy's Rainbow six 3 släpptes för Xbox 2003. Den innehöll bland annat en bana kallad Scharins och utspelar sig på just gamla fabriksområdet i Ursviken.
År 2008 totalförstördes den äldsta delen av Inre Ursviksskolan i en brand. 100 elever i årskurs 3–5 berördes. Det var inledningsvis takkonstruktionen i den Östra delen som brann. Branden antogs vara anlagd. Den 20 oktober 2010 nyinvigdes den återuppbyggda skolan, nu kallad Ursviksskolan. Branden resulterade i att Länsstyrelsen hösten 2010 godkände att man fick kameraövervakning på skolan.

### Befolkningsutveckling
| Befolkningsutvecklingen i Ursviken 1960–2020                                                                      | Befolkningsutvecklingen i Ursviken 1960–2020 | Befolkningsutvecklingen i Ursviken 1960–2020 | Befolkningsutvecklingen i Ursviken 1960–2020 | Befolkningsutvecklingen i Ursviken 1960–2020 |
| --- | -------------------------------------------- | -------------------------------------------- | -------------------------------------------- | -------------------------------------------- |
| |                                              |                                              |                                              |                                              |
| År |                                              |                                              | Folkmängd                                    | Areal (ha)                                   |
| 1960 | 1960                                         |                                              | 2 977                                        |                                              |
| 1965 | 1965                                         |                                              | 2 020                                        |                                              |
| 1970 | 1970                                         |                                              | 2 551                                        |                                              |
| 1975 | 1975                                         |                                              | 2 989                                        |                                              |
| 1980 | 1980                                         |                                              | 3 616                                        |                                              |
| 1990 | 1990                                         |                                              | 4 192                                        | 364                                          |
| 1995 | 1995                                         |                                              | 4 266                                        | 374                                          |
| 2000 | 2000                                         |                                              | 4 031                                        | 375                                          |
| 2005 | 2005                                         |                                              | 4 054                                        | 375                                          |
| 2010 | 2010                                         |                                              | 3 977                                        | 372                                          |
| 2015 | 2015                                         |                                              | 3 913                                        | 331                                          |
| 2020 | 2020                                         |                                              | 3 844                                        | 340                                          |
| Anm.: Namnändring 1975 från Klemensnäs till Skelleftestrand. Namnändring 1980 från Skelleftestrand till Ursviken. |                                              |                                              |                                              |                                              |